# Dachkartell
Ein Dachkartell, bzw. früher oft Generalkartell oder auch Zentralkartell genannt, ist ein Kartell, das selbst wieder aus Kartellen, also marktbeeinflussenden Zusammenschlüssen von Unternehmen besteht. Internationale Kartelle waren oft Dachkartelle. Aber auch regionale Absatz-Syndikate konnten sich per Dachkartellierung zu übergreifenden nationalen Absprachen zusammenfinden. Ähnlich verhielt es sich bei der Koordinierung oder der Vereinigung benachbarter und zusammenwachsender Branchen.

## Beispiele
- Das „Generalkartell“ der deutschen Pulver- und Dynamitfabriken, zu welchem sich 1889 die Kartellgruppen beider miteinander verwandter Wirtschaftszweige zusammenschlosse. 1890 wurde es zum „General-Syndikat“ mit zentraler Absatzorganisation weiterentwickelt.[1]
- Der „Centralverband deutscher Holzstofffabrikanten“ von 1893, der vier regionale Syndikate umfasste.[2]
- Internationales Stahlkartell von 1926 bis 1939.
- Internationales Aluminiumkartell mit Unterbrechungen von 1901 bis 1978